# Prezydenci Zimbabwe
| Osoba                                          | Osoba   | Osoba                      | Kadencja          | Kadencja          | Partia polityczna |
| #                                              | Portret | Imię i nazwisko            | Od                | Do                | Partia polityczna |
| ---------------------------------------------- | ------- | -------------------------- | ----------------- | ----------------- | ----------------- |
| 1                                              |         | Canaan Banana (1936–2003)  | 18 kwietnia 1980  | 31 grudnia 1987   | ZANU              |
| 2                                              |         | Robert Mugabe (1924–2019)  | 31 grudnia 1987   | 21 listopada 2017 | ZANU–PF           |
| od 21 do 24 listopada 2017 wakat na stanowisku |         |                            |                   |                   |                   |
| 3                                              |         | Emmerson Mnangagwa (1942–) | 24 listopada 2017 | nadal urzęduje    | ZANU–PF           |